# Masse (électricité)
Pour les articles homonymes, voir Masse (homonymie).
La masse, dans un circuit électrique, est la branche de référence des potentiels électriques. Dans la grande majorité des cas, le potentiel électrique de cette branche est la référence à laquelle on attribue le potentiel 0 V du circuit considéré, cependant il ne doit pas être confondu avec la terre d'un local même si toutes les masses métalliques (moteurs électriques et appareils électroménagers) doivent être reliées à la terre via le cordon d'alimentation.

## Définitions
La définition du terme masse, retenu par la législation française est :

« Masse : partie conductrice d'un matériel électrique susceptible d'être touchée par une personne, qui n'est pas normalement sous tension mais peut le devenir en cas de défaut d'isolement des parties actives de ce matériel,. »

## Utilisation

### Industrie et électroménager
Le terme masse correspond à la définition officielle dans tous les appareils dont la carcasse métallique devrait être reliée à la terre au travers du câble d'alimentation électrique. La seule exception concerne les appareils dit « à double isolation » alimentés par un cable électrique dépourvu de terre.

### En électronique
Dans certains montages électroniques, on relie volontairement l'un des deux pôles (généralement le pôle négatif) du circuit à la carcasse métallique de l'objet. Cette carcasse métallique étant reliée à la terre pour minimiser l'influence des rayonnements électromagnétiques, qu'ils soient produits par l'équipement lui-même ou provenant de sources perturbatrices extérieures.
Sur certains appareils de mesure, comme les oscilloscopes, les multimètres de laboratoire, les fréquencemètres, les générateurs de fonction, etc. ainsi que sur les alimentations stabilisées, le point de référence des circuits électroniques est relié au châssis alors que celui-ci est généralement relié à la terre pour neutraliser les perturbations électromagnétiques internes et externes, mais aussi par mesure de sécurité. Il importe d'en tenir compte lors de l'utilisation car il y a risque de court-circuit, par exemple, lors de mesures à différents points d'un circuit avec plusieurs appareils dont les 0 V ne seraient pas isolés entre eux. De même les mesures sur le réseau électrique avec des appareils ayant le 0 V relié à la terre nécessitent d'utiliser des entrées différentielles pour effectuer des mesures.
Symboles : En électronique, la connexion à la masse est généralement représentée par l'un des trois symboles présentés ci-dessous.

Symboles utilisés pour la mise à la masse

### Dans l'automobile
Dans une automobile à carrosserie métallique, l'utilisation de la carrosserie comme masse électrique permet de n'utiliser qu'un seul fil pour alimenter les appareils consommateurs, (lampes, moteurs, etc.), le retour à la source d'énergie se faisant par la carcasse conductrice. On dit que l'objet est mis à la masse dès qu'il est raccordé à la carcasse. Dans une telle configuration, les commandes de l'alimentation — interrupteurs, fusibles, bobines, etc. — n'ont besoin de contrôler qu'un seul fil du circuit électrique.
Du fait de l'utilisation de la carcasse métallique comme conducteur, il va de soi que les fils portés à un autre potentiel doivent être correctement isolés afin d'éviter tout risque de court-circuit.
Une mise à la masse défectueuse est une cause de panne fréquente :
- il arrive que la carrosserie soit oxydée au point de contact ou que la liaison électrique, entre les différentes parties de la carrosserie, soit défaillante ;
- si la mise à la masse d'un groupe d'ampoules (bloc feux arrière/ clignotants de véhicule, par exemple) ne se fait pas correctement (« faux contact »), chaque ampoule cherche à établir un autre chemin de retour, souvent par une autre ampoule, ce qui provoque des anomalies comme l'allumage d'un feu stop et d'un clignotant, simultanément, lors du freinage, ou autres phénomènes.